# 武端拉賈國
武端拉賈國，是菲律賓棉蘭老島上一個印度化王國，在中國史料中稱蒲端國。位於棉蘭老島的武端市，這國家以黃金及其產品以及遍布馬來世界地區的廣泛貿易網絡而聞名。王國與日本、中國、印度、印度尼西亞、波斯、柬埔寨的古代文明和泰國現在的地區有貿易關係。
武端拉賈國被認為是菲律賓在前殖民時代卡拉加区的主要貿易港口。

## 中文記錄
有證據表明，武端拉賈國至少在公元1001年與中國宋朝接觸，《宋史》記錄指公元1001年3月17日，宋廷在皇宮接待了蒲端國貢使（李竾罕和另一人），並將蒲端國描述成一個在海上小印度王國，由佛教徒君主統治，與占婆有聯繫，並與中國有間斷接觸。其王名Kiling，蒲端國派遣了一名特使，在一個正式的追悼儀式下，要求與占婆同等地位但被中國拒絕了。
新王採用一印度化名稱室利·巴塔·沙加。後來通過派使者李于燮向宋真宗在重要的儀式前入貢金片、樟腦、摩鹿加群島丁香和奴隸得到與占婆同等地位。兩國政治間的外交關係在元代達到頂峰。拉賈國在中國的最後記錄在拉賈·科南布統治之後不再出現。他在1521年與費迪南德·麥哲倫締結血盟，之後拉賈國一直被西班牙人統治。

## 延伸阅读
- 武端市

[在维基数据编辑]
 《欽定古今圖書集成·方輿彙編·邊裔典·蒲端部》，出自陈梦雷《古今圖書集成》